# Татјана Фирова
Татјана Павлова Фирова (рус. Татьяна Павловна Фирова; Саров 10. октобар 1982) је руска атлетичарка специјалиста за трчање на 400 метара. Такмичи се појединачно и члан је руске штафете 4 х 400 метара.
Први значајнији међународни успех постигла је на Летњој универзијади 2003, у Тегу Јужна Кореја, када је победила у дисциплини 400 метара резултатом 51,81 с.
Учествовала је два пута на Олимпијским играма 2004. у Атини и 2008. у Пекингу. Оба пута као чланица руске штафете 4 х 400 метара освојила је сребрну медаљу оба пута иза представника Сједињених Америчких Држава. У Атини је трчала у штафети у квалификацијама.
Дана 27. јануара 2008. је у Москви на такмичењу у дворани истрчала ретку дисциплину на 600 метара. Постигла је резултат 1:25,23, што је у том тренутку био трећи резултат у свету. .
На Светском првенству на отвореном 2009. у Берлину, освојила је бронзану медаљу поново у штафети.
Највећи успех у појединачној конкуренцији остварила је на Светском првенству у дворани 2010. у Дохи Катару освајањем сребрне медаље на 400 метара у времену од 51,13 с. што јој је био и лични рекорд у тој дисциплини.
На Европском првенству на отвореном 2010. у Барселони осваја две златне медаље. Прва је на 400 метара у времену од 49,89 с. што јој је био и лични рекорд у тој дисциплини, права је и као чланица руске штафете 4 х 400 метара.
Татјана Фирова је висока 1,74 м а тешка 59 kg.

## Лични рекорди
На отвореном
- 200 м: 23,32 с, 26. јун 2010, Жуковски
- 400 м: 49,89 с, 30. јул 2010, Барселона

У дворани
- 200 м: 23,57 с, 14. фебруар 2010, Москва
- 400 м: 51,13 с, 13. март 2010, Доха
- 500 м: 1:09,41 с, 21. јануар 2008, Москва
- 600 м: 1:25,23 с, 27. јануар 2008, Москва